# Tephroseris schistosa
Tephroseris schistosa là một loài thực vật có hoa trong họ Cúc. Loài này được (Kharkev.) Czerep. miêu tả khoa học đầu tiên năm 1995.